# 羅格斯冰川
羅格斯冰川是南極洲的冰川，位於羅斯屬地的皇家學會嶺西部，最終注入斯凱爾頓冰川，該冰川的名稱取自美國新澤西州的羅格斯大學。